# Temporada da NBA de 1994–95
A Temporada da NBA de 1994–95 foi a 49.º temporada da National Basketball Association. A temporada terminou com o Houston Rockets derrotando o Orlando Magic 4 jogos a 0 nas Finais da NBA, sendo coroado campeões.

## Eventos
- O Houston Rockets se tornou o time com a menor classificação a vencer as finais da NBA, vencendo com a sexta colocação na Conferência Oeste. O Rockets também se tornou o primeiro time a derrotar quatro oponentes que tiveram 50 ou mais vitórias a caminho do título (Utah, Phoenix, San Antonio e Orlando); a única outra equipe a realizar essa façanha foi o Los Angeles Lakers de 2000-01.[2]
- O jogo All-Star da NBA de 1995 foi disputado na America West Arena (agora conhecida como Talking Stick Resort Arena) em Phoenix, Arizona, com o Oeste derrotando o Leste por 139-112. Mitch Richmond do Sacramento Kings foi nomeado o MVP (Jogador Mais Valioso) do jogo.
- No meio da temporada, Michael Jordan voltou ao Chicago Bulls depois de uma tentativa de seguir carreira na liga secundária. Seu anúncio consistiu em um fax de duas palavras: "Estou de volta". Como o Bulls já havia aposentado seu número 23, ele voltou com o número 45. No entanto, ele voltou a mudar para 23 durante os playoffs.[3]
- Uma era chegou ao fim quando o Boston Celtics jogou sua última temporada no histórico Boston Garden.[4]
- O Portland Trail Blazers jogou sua última temporada no Memorial Coliseum (renomeado como Veterans Memorial Coliseum em 2012). Eles sediariam um jogo de pré-temporada no Coliseum em 2009.
- O Chicago Bulls jogou sua primeira partida no United Center.
- O Cleveland Cavaliers jogou seu primeiro jogo na Gund Arena (agora conhecido como Rocket Mortgage FieldHouse).
- Devido a extensas reformas no Seattle Center Coliseum (renomeado como KeyArena após a temporada), o Seattle SuperSonics jogou em casa no Tacoma Dome, nas proximidades de Tacoma, Washington.
- Grant Hill se tornou o primeiro novato nos esportes profissionais a liderar a votação dos fãs para o jogo All-Star da NBA.
- O Orlando Magic se tornou a primeira das quatro franquias de expansão do final dos anos 1980 a chegar às finais da NBA. Eles foram varridos em quatro jogos seguidos pelo atual campeão Houston Rockets.[5]
- Lenny Wilkens ultrapassou Red Auerbach para se tornar o líder de todos os tempos da NBA em vitórias, que duraram 15 anos.
- Moses Malone, o único ex-jogador ativo do ABA, anunciou sua aposentadoria após 19 temporadas da NBA. Malone, que chegou ao nível profissional sem qualquer experiência no basquete universitário, aposentou-se bem a tempo de uma nova geração de estrelas da preparação para o profissional como Kevin Garnett e Kobe Bryant entrarem em cena.[6]
- Em um esforço para aumentar a pontuação, o comitê de competição da NBA votou para encurtar a linha de gol de campo de três pontos para um uniforme de 22 pés em torno da cesta começando esta temporada e durando até a temporada 1996-97 da NBA. O ala do Orlando Magic, Dennis Scott, estabeleceu um recorde de uma única temporada para a maior quantidade de cestas de três pontos marcadas com 267 durante a temporada da NBA de 1995-96[7] (mais tarde superado por Stephen Curry, que marcou 402 três pontos na temporada 2015-16 da NBA[8]). A NBA voltaria a seus parâmetros originais do arco de três pontos de 23 pés e 9 polegadas (22 pés nas curvas) no início da temporada de 1997-98 da NBA.[9]
- A série de finais da Conferência Oeste entre San Antonio Spurs e Houston Rockets foi notável pela falta de sucesso da equipe da casa. O time da casa perdeu cada um dos primeiros 5 jogos da série, com o Rockets finalmente se destacando com uma vitória em casa no jogo 6.
- O Miami Heat fez duas negociações que chocaram a imprensa. O primeiro foi 2 dias antes da temporada, quando Miami trocou Rony Seikaly com o Golden State Warriors por Billy Owens e Sasha Danilovic. Em seguida, 2 jogos na temporada após um jogo contra o Phoenix Suns, Miami trocou Grant Long, Steve Smith e uma escolha de primeira rodada de 1996 para o Atlanta Hawks por Kevin Willis e uma escolha de primeira rodada de 1996. A última troca foi tão unilateral (Miami não conseguiu se classificar para os playoffs enquanto Atlanta se tornou uma potência no Leste) que foi creditado por estimular o Heat a tomar sua maior decisão na história da franquia: contratar Pat Riley para ser seu treinador e executivo de topo.
- No último jogo da temporada regular para ambas as equipes, o Denver Nuggets derrotou o Sacramento Kings para obter a oitava e última vaga no playoff da Conferência Oeste. Se os Kings tivessem vencido, eles teriam se classificado em seu lugar. Eles haviam perdido os playoffs por nove temporadas consecutivas. Quanto ao Nuggets, esta foi sua última aparição na pós-temporada até 2004.
- Pela primeira vez desde a temporada de 1971-72, a liga trouxe a primeira onda de camisas terciárias. O Atlanta Hawks, o Charlotte Hornets, o Detroit Pistons, o Orlando Magic, o Phoenix Suns e o Sacramento Kings lançaram novos uniformes alternativos para a temporada.
- O Los Angeles Lakers aposentou a camisa 42 de James Worthy em dezembro e o Boston Celtics aposentou a camisa 35 de Reggie Lewis, a última temporada em que ambas as equipes aposentaram a camisa até 2017-18.[10][11]
- Em 5 de novembro de 1994, o primeiro jogo em casa da temporada do San Antonio Spurs, contra o Golden State Warriors, foi adiada por 50 minutos porque os fogos de artifício antes do jogo acionaram um canhão de água que jogou água em fãs, jogadores e treinadores por quatro minutos antes de ser desligado.[12]

| Pré-temporada          | Pré-temporada      | Pré-temporada      |
| Time                   | Técnico em 1993–94 | Técnico em 1994–95 |
| ---------------------- | ------------------ | ------------------ |
| Dallas Mavericks       | Quinn Buckner      | Dick Motta         |
| Los Angeles Clippers   | Bob Weiss          | Bill Fitch         |
| Los Angeles Lakers     | Magic Johnson      | Del Harris         |
| Minnesota Timberwolves | Sidney Lowe        | Bill Blair         |
| New Jersey Nets        | Chuck Daly         | Butch Beard        |
| Philadelphia 76ers     | Fred Carter        | John Lucas         |
| Portland Trail Blazers | Rick Adelman       | P.J. Carlesimo     |
| San Antonio Spurs      | John Lucas         | Bob Hill           |
| Washington Bullets     | Wes Unseld         | Jim Lynam          |
| Na temporada           |                    |                    |
| Team                   | Técnico demitido   | Técnico contratado |
| Denver Nuggets         | Dan Issel          | Gene Littles       |
| Denver Nuggets         | Gene Littles       | Bernie Bickerstaff |
| Golden State Warriors  | Don Nelson         | Bob Lanier         |
| Miami Heat             | Kevin Loughery     | Alvin Gentry       |

## Mudanças na NBA
- O Atlanta Hawks adicionou novos uniformes alternativos pretos.
- O Charlotte Hornets adicionou novos uniformes alternativos roxos.
- O Chicago Bulls mudou-se para o United Center.
- Os Cleveland Cavaliers mudaram seu logotipo e uniformes, substituindo suas cores azul e laranja por azul claro e preto. Eles também se mudaram para a Arena Gund.
- O Detroit Pistons adicionou novos uniformes alternativos vermelhos.
- O Orlando Magic mudou seus uniformes de estrada para camisetas azuis, enquanto seus uniformes pretos primários tornaram-se camisetas alternativas.
- O Philadelphia 76ers mudou seus uniformes.
- O Phoenix Suns adicionou novos uniformes alternativos pretos.
- O Sacramento Kings mudou seu logotipo e uniformes, substituindo suas cores azul e vermelho por roxo e preto. Eles também adicionaram novos uniformes alternativos metade preto e metade roxo.
- O Seattle SuperSonics mudou-se para o Tacoma Dome para a temporada, devido a reformas no Seattle Center Coliseum.

## Classificação

### Por divisão
| Divisão do Atlântico | V  | D  | PCT  | JA | Casa  | Fora  | Div.  |
| -------------------- | -- | -- | ---- | -- | ----- | ----- | ----- |
| y - Orlando Magic    | 57 | 25 | .695 | —  | 39–2  | 18–23 | 18–10 |
| x - New York Knicks  | 55 | 27 | .671 | 2  | 29–12 | 26–15 | 23–5  |
| x - Boston Celtics   | 35 | 47 | .427 | 22 | 20–21 | 15–26 | 14–14 |
| Miami Heat           | 32 | 50 | .390 | 25 | 22–19 | 10–31 | 9–19  |
| New Jersey Nets      | 30 | 52 | .366 | 27 | 20–21 | 10–31 | 13–15 |
| Philadelphia 76ers   | 24 | 58 | .293 | 33 | 14–27 | 10–31 | 12–16 |
| Washington Bullets   | 21 | 61 | .256 | 36 | 13–28 | 8–33  | 9–19  |

| Divisão Central         | V  | D  | PCT  | JA | Casa  | Fora  | Div.  |
| ----------------------- | -- | -- | ---- | -- | ----- | ----- | ----- |
| y - Indiana Pacers      | 52 | 30 | .634 | –  | 33–8  | 19–22 | 18–10 |
| x - Charlotte Hornets   | 50 | 32 | .610 | 2  | 29–12 | 21–20 | 17–11 |
| x - Chicago Bulls       | 47 | 35 | .573 | 5  | 28–13 | 19–22 | 16–12 |
| x - Cleveland Cavaliers | 43 | 39 | .524 | 9  | 26–15 | 17–24 | 17–11 |
| x - Atlanta Hawks       | 42 | 40 | .512 | 10 | 24–17 | 18–23 | 9–19  |
| Milwaukee Bucks         | 34 | 48 | .415 | 18 | 22–19 | 12–29 | 13–15 |
| Detroit Pistons         | 28 | 54 | .341 | 24 | 13–28 | 8–33  | 7–21  |

| Divisão Noroeste       | V  | D  | PCT  | JA | Casa  | Fora  | Div.  |
| ---------------------- | -- | -- | ---- | -- | ----- | ----- | ----- |
| y - San Antonio Spurs  | 62 | 20 | .756 | —  | 33–8  | 29–12 | 20–6  |
| x - Utah Jazz          | 60 | 22 | .732 | 2  | 33–8  | 27–14 | 17–9  |
| x - Houston Rockets    | 47 | 35 | .573 | 15 | 25–16 | 22–19 | 13–13 |
| x - Denver Nuggets     | 41 | 41 | .500 | 21 | 23–18 | 18–23 | 13–13 |
| Dallas Mavericks       | 36 | 46 | .439 | 26 | 19–22 | 17–24 | 11–15 |
| Minnesota Timberwolves | 21 | 61 | .256 | 41 | 13–28 | 8–33  | 4–22  |

| Divisão do Pacífico        | V  | D  | PCT  | JA | Casa  | Fora  | Div.  |
| -------------------------- | -- | -- | ---- | -- | ----- | ----- | ----- |
| y - Phoenix Suns           | 59 | 23 | .720 | —  | 32–9  | 27–14 | 23–7  |
| x - Seattle SuperSonics    | 57 | 25 | .695 | 2  | 32–9  | 25–16 | 16–14 |
| x - Los Angeles Lakers     | 48 | 34 | .585 | 11 | 29–12 | 19–22 | 15–15 |
| x - Portland Trail Blazers | 44 | 38 | .537 | 15 | 26–15 | 18–23 | 17–13 |
| Sacramento Kings           | 39 | 43 | .476 | 20 | 27–14 | 12–29 | 17–13 |
| Golden State Warriors      | 26 | 56 | .317 | 33 | 15–26 | 11–30 | 11–19 |
| Los Angeles Clippers       | 17 | 65 | .207 | 42 | 13–28 | 4–37  | 6–24  |

### Por conferência
| #  | Conferência Leste       | Conferência Leste | Conferência Leste | Conferência Leste | Conferência Leste |
| #  | Time                    | V                 | D                 | PCT               | JA                |
| -- | ----------------------- | ----------------- | ----------------- | ----------------- | ----------------- |
| 1  | c - Orlando Magic       | 57                | 25                | .695              | –                 |
| 2  | y - Indiana Pacers      | 52                | 30                | .634              | 5                 |
| 3  | x - New York Knicks     | 55                | 27                | .671              | 2                 |
| 4  | x - Charlotte Hornets   | 50                | 32                | .610              | 7                 |
| 5  | x - Chicago Bulls       | 47                | 35                | .573              | 10                |
| 6  | x - Cleveland Cavaliers | 43                | 39                | .524              | 14                |
| 7  | x - Atlanta Hawks       | 42                | 40                | .512              | 15                |
| 8  | x - Boston Celtics      | 35                | 47                | .427              | 22                |
|    |                         |                   |                   |                   |                   |
| 9  | Milwaukee Bucks         | 34                | 48                | .415              | 23                |
| 10 | Miami Heat              | 32                | 50                | .390              | 25                |
| 11 | New Jersey Nets         | 30                | 52                | .366              | 27                |
| 12 | Detroit Pistons         | 28                | 54                | .341              | 29                |
| 13 | Philadelphia 76ers      | 24                | 58                | .293              | 33                |
| 14 | Washington Bullets      | 21                | 61                | .256              | 36                |

| #  | Conferência Oeste          | Conferência Oeste | Conferência Oeste | Conferência Oeste | Conferência Oeste |
| #  | Time                       | V                 | D                 | PCT               | JA                |
| -- | -------------------------- | ----------------- | ----------------- | ----------------- | ----------------- |
| 1  | z - San Antonio Spurs      | 62                | 20                | .756              | –                 |
| 2  | y - Phoenix Suns           | 59                | 23                | .720              | 3                 |
| 3  | x - Utah Jazz              | 60                | 22                | .732              | 2                 |
| 4  | x - Seattle SuperSonics    | 57                | 25                | .695              | 5                 |
| 5  | x - Los Angeles Lakers     | 48                | 34                | .585              | 14                |
| 6  | x - Houston Rockets        | 47                | 35                | .573              | 15                |
| 7  | x - Portland Trail Blazers | 44                | 38                | .537              | 18                |
| 8  | x - Denver Nuggets         | 41                | 41                | .500              | 21                |
|    |                            |                   |                   |                   |                   |
| 9  | Sacramento Kings           | 39                | 43                | .476              | 23                |
| 10 | Dallas Mavericks           | 36                | 46                | .439              | 26                |
| 11 | Golden State Warriors      | 26                | 56                | .317              | 36                |
| 12 | Minnesota Timberwolves     | 21                | 61                | .256              | 41                |
| 13 | Los Angeles Clippers       | 17                | 65                | .207              | 45                |

Observações
- z – Conquistou vantagem de jogos em casa para todos os jogos de playoffs
- c – Conquistou vantagem de jogos em casa até as finais de conferência
- y – Conquistou título de divisão
- x – Conquistou vaga nos playoffs

## Playoffs
|  | Primeira rodada   | Primeira rodada | Primeira rodada |         |    | Semifinais de Conferência | Semifinais de Conferência | Semifinais de Conferência |  |  | Finais de Conferência | Finais de Conferência | Finais de Conferência |  |  | Finais da NBA | Finais da NBA | Finais da NBA |  |
|  |                   |                 |                 |         |    |                           |                           |                           |  |  |                       |                       |                       |  |  |               |               |               |  |
|  | L1                | Magic*          | 3               |         |    |                           |                           |                           |  |  |                       |                       |                       |  |  |               |               |               |  |
|  | L1                | Magic*          | 3               |         |    |                           |                           |                           |  |  |                       |                       |                       |  |  |               |               |               |  |
|  | L8                | Celtics         | 1               |         |    |                           |                           |                           |  |  |                       |                       |                       |  |  |               |               |               |  |
|  | L8                | Celtics         | 1               |         | L1 | Magic*                    | 4                         |                           |  |  |                       |                       |                       |  |  |               |               |               |  |
|  |                   |                 |                 |         | L1 | Magic*                    | 4                         |                           |  |  |                       |                       |                       |  |  |               |               |               |  |
|  |                   |                 | L5              | Bulls   | 2  |                           |                           |                           |  |  |                       |                       |                       |  |  |               |               |               |  |
|  | L4                | Hornets         | L5              | Bulls   | 2  | 1                         |                           |                           |  |  |                       |                       |                       |  |  |               |               |               |  |
|  | L4                | Hornets         |                 |         |    |                           |                           |                           |  |  |                       |                       |                       |  |  |               |               |               |  |
|  | L5                | Bulls           | 3               |         |    |                           |                           |                           |  |  |                       |                       |                       |  |  |               |               |               |  |
|  | L5                | Bulls           | 3               |         | L1 | Magic*                    | 4                         |                           |  |  |                       |                       |                       |  |  |               |               |               |  |
|  | Conferência Leste |                 |                 |         | L1 | Magic*                    | 4                         |                           |  |  |                       |                       |                       |  |  |               |               |               |  |
|  |                   |                 | L2              | Pacers* | 3  |                           |                           |                           |  |  |                       |                       |                       |  |  |               |               |               |  |
|  | L3                | Knicks          | L2              | Pacers* | 3  | 3                         |                           |                           |  |  |                       |                       |                       |  |  |               |               |               |  |
|  | L3                | Knicks          |                 |         |    |                           |                           |                           |  |  |                       |                       |                       |  |  |               |               |               |  |
|  | L6                | Cavaliers       | 1               |         |    |                           |                           |                           |  |  |                       |                       |                       |  |  |               |               |               |  |
|  | L6                | Cavaliers       | 1               |         | L3 | Knicks                    | 3                         |                           |  |  |                       |                       |                       |  |  |               |               |               |  |
|  |                   |                 |                 |         | L3 | Knicks                    | 3                         |                           |  |  |                       |                       |                       |  |  |               |               |               |  |
|  |                   |                 | L2              | Pacers* | 4  |                           |                           |                           |  |  |                       |                       |                       |  |  |               |               |               |  |
|  | L2                | Pacers*         | L2              | Pacers* | 4  | 3                         |                           |                           |  |  |                       |                       |                       |  |  |               |               |               |  |
|  | L2                | Pacers*         |                 |         |    |                           |                           |                           |  |  |                       |                       |                       |  |  |               |               |               |  |
|  | L7                | Hawks           | 0               |         |    |                           |                           |                           |  |  |                       |                       |                       |  |  |               |               |               |  |
|  | L7                | Hawks           | 0               |         | L1 | Magic*                    | 0                         |                           |  |  |                       |                       |                       |  |  |               |               |               |  |
|  |                   |                 |                 |         |    |                           |                           |                           |  |  |                       |                       |                       |  |  |               |               |               |  |
|  |                   |                 | O6              | Rockets | 4  |                           |                           |                           |  |  |                       |                       |                       |  |  |               |               |               |  |
|  | O1                | Spurs*          | O6              | Rockets | 4  | 3                         |                           |                           |  |  |                       |                       |                       |  |  |               |               |               |  |
|  | O1                | Spurs*          |                 |         |    |                           |                           |                           |  |  |                       |                       |                       |  |  |               |               |               |  |
|  | O8                | Nuggets         | 0               |         |    |                           |                           |                           |  |  |                       |                       |                       |  |  |               |               |               |  |
|  | O8                | Nuggets         | 0               |         | O1 | Spurs*                    | 4                         |                           |  |  |                       |                       |                       |  |  |               |               |               |  |
|  |                   |                 |                 |         | O1 | Spurs*                    | 4                         |                           |  |  |                       |                       |                       |  |  |               |               |               |  |
|  |                   |                 | O5              | Lakers  | 2  |                           |                           |                           |  |  |                       |                       |                       |  |  |               |               |               |  |
|  | O4                | SuperSonics     | O5              | Lakers  | 2  | 1                         |                           |                           |  |  |                       |                       |                       |  |  |               |               |               |  |
|  | O4                | SuperSonics     |                 |         |    |                           |                           |                           |  |  |                       |                       |                       |  |  |               |               |               |  |
|  | O5                | Lakers          | 3               |         |    |                           |                           |                           |  |  |                       |                       |                       |  |  |               |               |               |  |
|  | O5                | Lakers          | 3               |         | O1 | Spurs*                    | 2                         |                           |  |  |                       |                       |                       |  |  |               |               |               |  |
|  | Conferência Oeste |                 |                 |         | O1 | Spurs*                    | 2                         |                           |  |  |                       |                       |                       |  |  |               |               |               |  |
|  |                   |                 | O6              | Rockets | 4  |                           |                           |                           |  |  |                       |                       |                       |  |  |               |               |               |  |
|  | O3                | Jazz            | O6              | Rockets | 4  | 2                         |                           |                           |  |  |                       |                       |                       |  |  |               |               |               |  |
|  | O3                | Jazz            |                 |         |    |                           |                           |                           |  |  |                       |                       |                       |  |  |               |               |               |  |
|  | O6                | Rockets         | 3               |         |    |                           |                           |                           |  |  |                       |                       |                       |  |  |               |               |               |  |
|  | O6                | Rockets         | 3               |         | O6 | Rockets                   | 4                         |                           |  |  |                       |                       |                       |  |  |               |               |               |  |
|  |                   |                 |                 |         | O6 | Rockets                   | 4                         |                           |  |  |                       |                       |                       |  |  |               |               |               |  |
|  |                   |                 | O2              | Suns*   | 3  |                           |                           |                           |  |  |                       |                       |                       |  |  |               |               |               |  |
|  | O2                | Suns*           | O2              | Suns*   | 3  | 3                         |                           |                           |  |  |                       |                       |                       |  |  |               |               |               |  |
|  | O2                | Suns*           |                 |         |    |                           |                           |                           |  |  |                       |                       |                       |  |  |               |               |               |  |
|  | O7                | Trail Blazers   | 0               |         |    |                           |                           |                           |  |  |                       |                       |                       |  |  |               |               |               |  |

* Campeão da divisão
Negrito Campeão da série de jogos
Itálico Time com vantagem de jogos em casa

## Statistics leaders
| Categoria                 | Jogador          | Time                  | Estat. |
| ------------------------- | ---------------- | --------------------- | ------ |
| Pontos por jogo           | Shaquille O'Neal | Orlando Magic         | 29.3   |
| Rebotes por jogo          | Dennis Rodman    | San Antonio Spurs     | 16.8   |
| Assistências por jogo     | John Stockton    | Utah Jazz             | 12.3   |
| Roubadas de bola por jogo | Scottie Pippen   | Chicago Bulls         | 2.94   |
| Bloqueios por jogo        | Dikembe Mutombo  | Denver Nuggets        | 3.91   |
| % de arremessos de quadra | Chris Gatling    | Golden State Warriors | .633   |
| % de lances livres        | Spud Webb        | Sacramento Kings      | .934   |
| % de arremessos de três   | Steve Kerr       | Chicago Bulls         | .524   |

## Prêmios da NBA
- Jogador Mais Valioso: David Robinson, San Antonio Spurs
- Co-Novatos do Ano: Jason Kidd, Dallas Mavericks e Grant Hill, Detroit Pistons
- Jogador Defensivo do Ano: Dikembe Mutombo, Denver Nuggets
- Sexto Homem do Ano: Anthony Mason, New York Knicks
- Jogador Mais Evoluído: Dana Barros, Philadelphia 76ers
- Técnico do Ano: Del Harris, Los Angeles Lakers

| - Primeiro Time All-NBA: - F – Karl Malone, Utah Jazz - F – Scottie Pippen, Chicago Bulls - C – David Robinson, San Antonio Spurs - G – John Stockton, Utah Jazz - G – Anfernee Hardaway, Orlando Magic | - Segundo Time All-NBA: - F – Charles Barkley, Phoenix Suns - F – Shawn Kemp, Seattle SuperSonics - C – Shaquille O'Neal, Orlando Magic - G – Gary Payton, Seattle SuperSonics - G – Mitch Richmond, Sacramento Kings | - terceiro Time All-NBA: - F – Detlef Schrempf, Seattle SuperSonics - F – Dennis Rodman, San Antonio Spurs - C – Hakeem Olajuwon, Houston Rockets - G – Reggie Miller, Indiana Pacers - G – Clyde Drexler, Portland Trail Blazers / Houston Rockets |

| - Primeiro Time Defensivo da NBA: - F – Dennis Rodman, San Antonio Spurs - F – Scottie Pippen, Chicago Bulls - C – David Robinson, San Antonio Spurs - G – Gary Payton, Seattle SuperSonics - G – Mookie Blaylock, Atlanta Hawks | - Segundo Time Defensivo da NBA: - F – Derrick McKey, Indiana Pacers - F – Horace Grant, Orlando Magic - C – Dikembe Mutombo, Denver Nuggets - G – Nate McMillan, Seattle SuperSonics - G – John Stockton, Utah Jazz |

| - Primeiro Time NBA All-Rookie: - Jason Kidd, Dallas Mavericks - Grant Hill, Detroit Pistons - Eddie Jones, Los Angeles Lakers - Brian Grant, Sacramento Kings - Glenn Robinson, Milwaukee Bucks | - Segundo Time All-NBA Rookie: - Juwan Howard, Washington Bullets - Donyell Marshall, Minnesota Timberwolves - Eric Montross, Boston Celtics - Wesley Person, Phoenix Suns - Jalen Rose, Denver Nuggets - Sharone Wright, Philadelphia 76ers |